# Diócesis de Les Gonaïves
La diócesis de Les Gonaïves (en latín: Dioecesis Gonayvesen(sis), en francés: Diocèse des Gonaïves y en criollo haitiano: Dyosèz Gonayiv) es una circunscripción eclesiástica latina de la Iglesia católica en Haití, sufragánea de la arquidiócesis de Cabo Haitiano. La diócesis tiene al obispo Yves-Marie Péan, C.S.C. como su ordinario desde el 30 de julio de 2003. 

## Territorio y organización
La diócesis tiene 4987 km² y extiende su jurisdicción sobre los fieles católicos de rito latino residentes en el departamento Artibonito.
La sede de la diócesis se encuentra en la ciudad de Les Gonaïves, en donde se halla la Catedral de San Carlos Borromeo.
En 2019 en la diócesis existían 57 parroquias.

## Historia
La diócesis fue erigida el 3 de octubre de 1861 mediante la bula Gravissimum sollicitudinis del papa Pío IX separando territorio de la arquidiócesis de Santo Domingo. Originariamente era sufragánea de la arquidiócesis de Puerto Príncipe.
El 20 de abril de 1972 cedió una porción de territorio para la erección de la diócesis de Hincha mediante la bula Animorum Christifidelium del papa Pablo VI.
El 7 de abril de 1988 entró a formar parte de la provincia eclesiástica de la arquidiócesis de Cabo Haitiano.

## Estadísticas
De acuerdo al Anuario Pontificio 2020 la diócesis tenía a fines de 2019 un total de 972 000 fieles bautizados.
| Año                                                                             | Población            | Población | Población      | Sacerdotes | Sacerdotes    | Sacerdotes    | Bautizados por sacerdote | Diáconos permanentes | Religiosos | Religiosos | Parroquias |
| Año                                                                             | Bautizados católicos | Total     | % de católicos | Total      | Clero secular | Clero regular | Bautizados por sacerdote | Diáconos permanentes | Varones    | Mujeres    | Parroquias |
| ------------------------------------------------------------------------------- | -------------------- | --------- | -------------- | ---------- | ------------- | ------------- | ------------------------ | -------------------- | ---------- | ---------- | ---------- |
| 1949                                                                            | 475 000              | 500 000   | 95.0           | 30         | 30            |               | 15 833                   |                      | 11         | 24         | 15         |
| 1965                                                                            | ?                    | 600 000   | ?              | 24         | 14            | 10            | ?                        |                      | 13         | 48         | 20         |
| 1970                                                                            | 550 000              | 710 000   | 77.5           | 31         | 12            | 19            | 17 741                   |                      | 25         | 78         | 19         |
| 1976                                                                            | 450 000              | 550 000   | 81.8           | 31         | 12            | 19            | 14 516                   |                      | 33         | 71         | 13         |
| 1980                                                                            | 461 000              | 560 000   | 82.3           | 28         | 7             | 21            | 16 464                   |                      | 32         | 68         | 13         |
| 1990                                                                            | 650 000              | 1 000     | 65.0           | 43         | 19            | 24            | 15 116                   |                      | 36         | 63         | 22         |
| 1999                                                                            | 750 000              | 1 300 000 | 57.7           | 54         | 33            | 21            | 13 888                   |                      | 38         | 84         | 26         |
| 2000                                                                            | 757 000              | 1 318 000 | 57.4           | 57         | 37            | 20            | 13 280                   |                      | 32         | 94         | 26         |
| 2001                                                                            | 764 570              | 1 331 180 | 57.4           | 60         | 41            | 19            | 12 742                   |                      | 31         | 95         | 27         |
| 2002                                                                            | 776 038              | 1 359 180 | 57.1           | 61         | 41            | 20            | 12 721                   |                      | 30         | 95         | 28         |
| 2003                                                                            | 791 558              | 1 386 363 | 57.1           | 59         | 39            | 20            | 13 416                   |                      | 29         | 83         | 29         |
| 2013                                                                            | 790 000              | 1 375 000 | 57.5           | 68         | 51            | 17            | 11 617                   |                      | 25         | 65         | 46         |
| 2016                                                                            | 993 000              | 1 728 000 | 57.5           | 78         | 59            | 19            | 12 730                   |                      | 25         | 73         | 50         |
| 2019                                                                            | 972 000              | 1 728 000 | 56.3           | 96         | 73            | 23            | 10 125                   |                      | 32         | 79         | 57         |
| Fuente: Catholic-Hierarchy, que a su vez toma los datos del Anuario Pontificio. |                      |           |                |            |               |               |                          |                      |            |            |            |

## Episcopologio
- Martial-Guillaume-Marie Testard du Cosquer † (1 de octubre de 1863-27 de julio de 1869 falleció) (administrador apostólico)
- Alexis-Jean-Marie Guilloux (Guillons) † (27 de junio de 1870-24 de octubre de 1885 falleció) (administrador apostólico)
- Constant-Mathurin Hillion † (10 de junio de 1886-21 de febrero de 1890 falleció) (administrador apostólico)
- Giulio Tonti † (24 de febrero de 1893-23 de agosto de 1902 nombrado nuncio apostólico en Brasil) (administrador apostólico)
- Julien-Jean-Guillaume Conan † (16 de septiembre de 1903-9 de octubre de 1928 renunció) (administrador apostólico)

- Joseph-François-Marie Julliot † (9 de octubre de 1928-13 de enero de 1936 renunció[4])
- Paul-Sanson-Jean-Marie Robert † (14 de enero de 1936-18 de agosto de 1966 renunció[5])
- Emmanuel Constant † (20 de agosto de 1966-30 de julio de 2003 retirado)
- Yves-Marie Péan, C.S.C., por sucesión el 30 de julio de 2003